# Rigole de la montagne
La rigole de la montagne (ou rigole de la montagne Noire) est un canal d'alimentation en eau du canal du Midi, dans le Sud de la France.

## Géographie
La rigole commence à la prise d'eau d'Alzeau sur la Rougeanne, appelée aussi l'Alzeau, à une altitude de 645 m à Arfons, dans la montagne Noire où elle détourne une partie du cours de cette rivière puis elle capte les eaux du versant sud de la montagne Noire en coupant différents ruisseaux, dont la Vernassonne, le Lampy et le Rieutort. Tous ces cours d'eau rejoignent naturellement le Fresquel, cours d'eau du versant méditerranéen, alors que la rigole amène les eaux collectées sur le versant océanique. Dans sa configuration initiale, la rigole de la montagne se jetait dans le Sor au lieu-dit Le Conquet sur la commune de Saissac. Au lieu-dit Pont-Crouzet, en amont de Revel, les eaux du Sor étaient ensuite captées pour alimenter la rigole de la plaine et le canal du Midi. Depuis, grâce au prolongement de la rigole et au creusement de la percée des Cammazes réalisés par Vauban à la fin du XVIIe siècle, l'eau de la rigole de la montagne est redirigée vers le réservoir de Saint-Ferréol en empruntant le lit du Laudot.
Depuis la construction, dans les années 1950, du barrage des Cammazes sur le Sor, la rigole longe au sud le lac de retenue du barrage. En période de crue, le déversoir du Conquet évacue le trop plein de la rigole vers le Sor en amont du lac, alors que, plus en aval, une prise d'eau sur le lac permet de soutenir le débit d'étiage de la rigole.
La rigole de la montagne est longue de 25 km de la prise d'Alzeau jusqu'à la percée des Cammazes.
La rigole est classée au titre des sites naturels depuis 1996 et, comme partie du canal du Midi, au patrimoine mondial depuis 1996.